# Ankify
Ankify est une presqu'île située dans le district d'Ambanja, région de Diana, province d'Antsiranana à Madagascar. Elle fait face aux îles de Nosy Be et Nosy Komba. On y trouve le petit port qui permet d'embarquer vers ces îles. Sa pointe extrême, au village de Doany, est bordée d'un récif corallien.

## Accès
Une route de 20 km, récemment remise en état, y conduit depuis Ambanja. Elle serpente au milieu des plantations de cacao, de café et d'ylang ylang, traverse la mangrove sur une digue pour conduire au port et finir au village de Doany. Il est possible d'y accéder par bateau en provenance de Nosy Be en accostant au port ou, à marée haute, au village de Doany.

## Économie
L'activité principale est celle du port, seul point de départ pour les marchandises et les voyageurs vers Nosy Be. Les villages côtiers abritent des groupes de pêcheurs dont les prises alimentent la ville d'Ambanja. La montagne est parsemée de petites exploitations de fruits. Depuis quelques années, grâce aux hôtels de Doany, le tourisme devient une véritable ressource pour les habitants.

## Tourisme
Quelques hôtels situés au-delà du port, offrent la possibilité de séjourner sur ce site encore préservé de l'afflux touristique des iles avoisinantes. On y pratique la promenade sous marine en apnée le long du récif corallien de Doany. C'est également le point de départ d'excursions vers les îles et les régions méconnues de la baie d'Ampasindava.

## Écologie
C'est un haut-lieu de la diversité botanique et animale du pays, on y trouve, entre autres variétés :

Caméléons : grande diversité de Furcifer, en particulier les fameux Furcifer Pardalis

Lémuriens : principalement le Lémur noir, mais également le Maki brun

Tortues marines : sur le récif corallien de Doany

Dauphins de mangrove : le long de la côte, au nord du port.